# Philodromus keyserlingi
Philodromus keyserlingi este o specie de păianjeni din genul Philodromus, familia Philodromidae, descrisă de Marx, 1890. Conform Catalogue of Life specia Philodromus keyserlingi nu are subspecii cunoscute.